# 中部百貨店協会
中部百貨店協会（ちゅうぶひゃっかてんきょうかい）は、かつて存在した日本百貨店協会の地区協会。中部地区の百貨店が加盟していた業界団体（任意団体）で、日本百貨店協会を上位団体としていた。
中部地方の百貨店業の健全な発達を図り、もって消費者の利益に寄与することを目的としていた。

## 概要
かつて日本百貨店協会には、地区ブロックごとの「地区協会」と、戦前に六大都市と呼ばれた都市（東京、横浜、名古屋、京都、大阪、神戸）ごとに「都市百貨店協会」があった。しかし加盟店数の減少などから、運営の無駄を省くため時間をかけて統合が進められ、2010年（平成22年）に7地区協会を統合して地方分会とした。各地区協会事務所は閉鎖され、運営は日本百貨店協会本部に一元化されている。

### 範囲
愛知県・岐阜県・三重県・富山県・石川県の百貨店が加盟していた。
日本百貨店協会に加盟する店舗を中心にして構成されるが、名古屋市に所在する百貨店は、別途都市百貨店協会を構成する。名古屋市内の加盟店舗は「都市百貨店」、それ以外の加盟店舗は「地方百貨店」として位置づけられていた。

## 加盟百貨店

### 愛知県
★は、別途都市百貨店協会にも加盟している。
- ★近鉄百貨店 名古屋店（近鉄パッセ、名古屋市）
- ★ジェイアール東海高島屋（ジェイアール名古屋タカシマヤ、名古屋市）
- ★大丸松坂屋百貨店 松坂屋名古屋本店（名古屋市）
- 名古屋三越
  - ★栄店（名古屋市）
  - ★星ヶ丘店（名古屋市）
- 名鉄百貨店
  - ★本店（名古屋市）
  - 一宮店（一宮市）

### 岐阜県
- 岐阜高島屋（岐阜市）

### 三重県
- 津松菱（津市）
- 近鉄百貨店 四日市店（四日市市）

### 富山県
- 大和 富山店（富山市）

### 石川県
- 金沢丸越百貨店　金沢エムザ（金沢市）
- 大和 香林坊店（金沢市）

### 法人会員
- 大和 本社（金沢市） - 下記記述も参照

## かつての加盟店
★は、別途都市百貨店協会にも加盟していた。

### 愛知県
- そごう・西武
  - 西武岡崎店（岡崎市） - 跡地の一部はジェイアール名古屋タカシマヤ「フードメゾン岡崎店」
- 西武百貨店豊橋西武（豊橋市）
- 豊田そごう（豊田市）
- ほの国百貨店（豊橋市）
- 松坂屋岡崎店（岡崎市）
- 大丸松坂屋百貨店
  - ★松坂屋名駅店（名古屋市）
- 松坂屋豊田店（豊田市）
- ★株式会社丸栄　栄本店（名古屋市）

### 岐阜県
- 京都近鉄百貨店（現・近鉄百貨店） 岐阜店（岐阜市）
- 新岐阜百貨店（岐阜市）
- ヤナゲン
  - 大垣本店（大垣市）
  - FAL店（大垣市）

### 三重県
- 三交百貨店
  - 松阪店（松阪市）
本店。この閉店により、百貨店廃業・清算。
  - 伊勢店（伊勢市）
- 松坂屋四日市店（四日市市）
- 近鉄百貨店桔梗が丘店（名張市）

### 富山県
- 西武百貨店 富山西武（富山市）
- 大和 高岡店（高岡市）

### 石川県
- 大和
  - 金沢本店（金沢市）
香林坊店開店以前の旧店舗であり、現在は本社事務所として加盟
  - 小松店（小松市）